# Cadfael - I misteri dell'abbazia
Cadfael - I misteri dell'abbazia (Cadfael) è una serie televisiva inglese, tratta dai romanzi della scrittrice Ellis Peters, con protagonista Derek Jacobi.

## Trama
La storia, ambientata in Inghilterra, negli anni della guerra civile tra il re Steven e la regina Maud, tra il 1135 e il 1145, narra delle indagini condotte da fratello Cadfael, un ex crociato divenuto monaco erborista dell'abbazia benedettina di Shrewsbury (al confine con il Galles), che fa luce su misteriosi delitti che coinvolgono il suo mondo.

## Produzione

### Cast
- Derek Jacobi è fratello Cadfael. Ha avuto una giovinezza turbolenta: guerriero durante la Prima Crociata, ha partecipato alla battaglia di Ascalona e ha avuto alcune relazioni sentimentali, mai sfociate in matrimonio. Successivamente si è fatto monaco, ma solo dopo i trent'anni, una volta rientrato in Inghilterra. Ha un carattere mite ma risoluto e, avendo egli conosciuto bene il mondo esterno, è l'unico che riesce sempre a provare empatia nei confronti degli altri personaggi. Specializzato in erboristeria e botanica, è di fatto il medico e farmacista dell'abbazia. Con il suo acume coadiuva regolarmente lo sceriffo  Beringar e il suo sergente nel risolvere i misteri che circondano Shrewsbury.

- Michael Culver è il Priore Robert. Secondo monaco per ordine di importanza nell'abbazia subito dopo l'abate, si mostra spesso scettico di fronte alle azioni intraprese da padre Cadfael. Personaggio colto ma di carattere fortemente rigido e dogmatico, è tuttavia un valido e fidato amministratore (non sempre così onesto e retto, vedi "A morbid taste for bones - Le reliquie di St.Winifred").

- Sean Pertwee è lo sceriffo Beringar. Devoto servitore del re Steven (l'unico sovrano che giudica legittimo) persegue con determinazione la giustizia. Accetta di buon grado l'aiuto spesso decisivo di padre Cadfael nel risolvere i misteri che riguardano l'abbazia.

- Albie Woodington è il sergente Warden. Fedele aiutante e vice dello sceriffo, è un uomo rude e autoritario dai modi spicci che mal sopporta di essere gregario. Ha poca simpatia nei confronti di fratello Cadfael, che ritiene interferisca pesantemente con il suo lavoro.

- Julian Firth è fratello Jerome. Scrupoloso osservante della regola monastica, si trova spesso in contrasto con l'atteggiamento più umano e aperto di Cadfael.

- Mark Charnock è fratello Oswin. Giovane monaco di buon carattere ma ancora inesperto, reagisce spesso in modo incontrollato ed emotivo agli sconvolgenti delitti dell'abbazia.

### Luoghi delle riprese
Le riprese sono avvenute in Ungheria e non in Inghilterra, in quanto dell'antica abbazia di Shrewsbury di cui si tratta, a causa della dissoluzione dei monasteri a opera di Enrico VIII nel Cinquecento, sopravvive ad oggi soltanto la chiesa.

## Cast
- Derek Jacobi: Fratello Cadfael
- Michael Culver: Priore Robert
- Julian Firth: Fratello Jerome
- Terrence Hardiman: Abbate Radulfus
- Mark Charnock: Fratello Oswin
- Albie Woodington: Sergente Will Warden
- Sean Pertwee: Hugh Beringar (1994)
- Peter Copley: Abbate Heribert
- Raymond Llewellyn: Madog
- Anthony Green: Hugh Beringar (1997-1998)
- Gábor Urmai: Jehan
- Steven Beard: Fratello Anselm
- Shane Hickmott: Fratello Adam
- Robin Laing: Sulien Blount
- Eoin McCarthy: Hugh Beringar (1995-1996)

## Episodi
| Stagione         | Episodi | Prima TV originale | Prima TV Italia |
| ---------------- | ------- | ------------------ | --------------- |
| Prima stagione   | 4       | 1994               | 2001            |
| Seconda stagione | 3       | 1995-1996          | 2001            |
| Terza stagione   | 3       | 1997               | 2001            |
| Quarta stagione  | 3       | 1998               | 2001            |